# Zuzana Brabcová
Zuzana Brabcová, provdaná Mirošovská (23. března 1959 Praha – 20. srpna 2015 Praha ), byla česká spisovatelka.

## Životopis
Narodila se v rodině literárního kritika a historika Jiřího Brabce a literární historičky, editorky a překladatelky Ziny Trochové.
Po maturitě (1978) nemohla z politických důvodů studovat na vysoké škole, proto nastoupila na místo knihovnice, později nemohla vykonávat ani tuto profesi a pracovala jako uklízečka v nemocnici. Před rokem 1989 publikovala v samizdatu a v exilu, po pádu komunistického režimu pracovala na Ministerstvu zahraničí, pak se stala nakladatelskou redaktorkou. Působila v nakladatelstvích Český spisovatel, Hynek a Garamond. V roce 2001 při prezentaci svého „lesbického románu“ Rok perel uvedla, že žije s dcerou, manželem a přítelkyní v Praze.
Za román Daleko od stromu obdržela roku 1987 jakožto vůbec první laureátka Cenu Jiřího Ortena. Za román Stropy roku 2013 cenu Magnesia Litera. Časopis A2 zařadil tuto knihu do českého literárního kánonu po roce 1989, tedy do výběru nejdůležitějších českých knih v období třiceti let od sametové revoluce. Za svůj poslední, posmrtně vydaný román Voliéry (2016) získala Cenu Josefa Škvoreckého. Zemřela náhle 20. srpna 2015 na selhání srdce.

## Dílo
- Ovčí brána, 80. léta, román.
- Daleko od stromu, 1984, román, exilové nakladatelství Index, Kolín nad Rýnem 1987; Československý spisovatel, Praha 1991. Cena Jiřího Ortena 1987.
- Zlodějina, 1995, román, Československý spisovatel, Praha 1995.
- Rok perel, 2000, román, Garamond, Praha 2000; Druhé město, Brno 2012.
  - zpracováno v Českém rozhlasu v roce 2020 jako sedmidílná četba na pokračování. Rozhlasová adaptace: Ludvík Němec, čte: Jana Štvrtecká, režie: Radim Nejedlý.[8]
- Stropy, 2012, román, Druhé město, Brno 2012. Cena Magnesia Litera 2013.
- Voliéry, 2015, román, Druhé město, Brno 2016. Nominace na Literu za prózu. [9]

### Cizojazyčná vydání
- Němčina: Weit vom Baum (Daleko od stromu, překlad Lea Lustyková), Rowohlt, Reinbek 1991, 1993.[10]
- Nizozemština: Ver van de boom (Daleko od stromu, překlad Edgar de Bruin), Wereldbibliotheek, Amsterdam 1991; Gevallen (Zlodějina, překlad Edgar de Bruin), Wereldbibliotheek, Amsterdam 1997.
- Norština: Langt fra stammen (Daleko od stromu, překlad Terje B. Englund), Cappelen Damm, Oslo 1992.
- Dánština: Langt fra stammen (Daleko od stromu, překlad Karen Gammelgaard), Rosinante, København 1992.
- Švédština: Långt från trädet (Daleko od stromu, překlad Karin Mossdal), Bonnier Alba, Stockholm 1993.
- Chorvatština: Godina bisera (Rok perel, překlad Katica Ivanković), Meandar, Zagreb 2002.
- Maďarština: Gyöngyök éve (Rok perel, překlad Zsuzsa V. Detre), Ulpius-ház, Budapest 2004.
- Slovinština: Leto biserov (Rok perel, překlad Nives Vidrih), Center za slovensko književnost, Ljubljana 2005.
- Italština: L’anno delle perle (Rok perel, překlad Ivana Oviszach), Forum Editrice Universitaria Udinese, Udine 2006.
- Arabština: Detox (Stropy, překlad Chálid Biltágí), Al Arabi Publishing & Distribution, Káhira 2015[11]
- Bulharština: Волиери (Voliéry, překlad Luisa Buserska), SONM, Sofia 2018.